# Wenzel II. (Troppau-Leobschütz)
Wenzel II. von Troppau (auch Wenzel von Leobschütz tschechisch Václav II. Opavský; * um 1397; † zwischen 1445 und 1447) war ab 1433 Herzog von Troppau und ab etwa 1435 Herzog von Leobschütz sowie Herr auf Fulnek. Er entstammte dem Troppauer Zweig der böhmischen Přemysliden.

## Leben
Seine Eltern waren Herzog Přemysl/Primislaus I. von Troppau und Anna von Lutz († 1405). Um 1420 vermählte sich Wenzel II. mit Elisabeth von Krawarn.
Nach dem Tod des Vaters 1433 übernahm Wenzel II. die Vormundschaft über seine jüngeren Stiefbrüder Wilhelm, Ernst und Přemysl/Primislaus II., während der ebenfalls schon volljährige zweitgeborene Bruder Nikolaus IV. als Herr auf Zuckmantel titulierte. Obwohl ihr Vater testamentarisch bestimmte, dass seine Gebiete nicht gesondert werden sollten, um so einer weiteren Zersplitterung vorzubeugen, teilten sie um 1435 den ererbten Besitz. Wenzel II. erhielt das Herzogtum Leobschütz sowie das Prager Palais Faustův dům, während Wilhelm und Ernst Teile von Troppau bekamen und Přemysl/Primislaus II., der dem geistlichen Stand angehörte, vermutlich leer ausging. Nach dem Tod des Bruders Nikolaus IV. 1437 gelangte Zuckmantel vermutlich an Wenzel II.
Während der Hussitenkriege konnte Wenzel II. Ende Februar 1428 das Leobschützer Land mit einem Vertrag vor dem vollkommenen Untergang bewahren. Im Dezember 1428 beteiligte er sich an der Schlacht bei Altwilmsdorf, in der der letzte Münsterberger Piast Johann I. den Tod fand. 1436 eignete sich der Troppauer Herzog Nikolaus V., der ein Vetter von Wenzel II. Vater war, grundlos Leobschütz an. Im Gegenzug besetzte Wenzel II. die Stadt Sohrau, und 1437 kam es zu einem Vergleich. Wegen finanzieller Schwierigkeiten musste Wenzel II. 1440 Zuckmantel und Edelštejn dem Oppelner Herzog Bolko V., der ein Anhänger der Hussiten war, verpfänden.
Wenzel II. starb zwischen 1445 und 1447. Erbe wurden seine Söhne Johann I. und Johann II. Nachdem Johann I. 1454 verstarb, verkaufte Johann II. seinen Anteil von Troppau 1464 an Georg von Podiebrad, der die anderen Troppauer Anteile schon nach 1454 von Wenzel Bruder Ernst erworben hatte.

## Familie
Wenzel II. war seit etwa 1420 mit Elisabeth von Krawarn verheiratet. Der Ehe entstammten die Kinder:
- Johann I. Hanuš (* um 1420, † 1454)
- Johann II. Pius, Herzog von Troppau und Leobschütz († um 1485), ⚭ mit Katharina N. N.
- Anna († 1478[3]), ⚭ um 1460 Johann Zajíc von Hasenburg († 1495), der vorher mit Katharina, einer Tochter des böhmischen Adligen Puta d. J. von Častolowitz verheiratet gewesen war[4].